# プールス
プールス株式会社は、愛知県豊橋市に本社を置く企業。自動おしぼり機のメーカー。

## 概要
愛知県豊橋市下地町に本社および事業本部を置く。
機械の中にロール紙と除菌液をセットしボタンを押すと使い捨ての除菌タオルがカットされて出てくるという「除菌タオル・ディスペンサー」のメーカー。
特に医療や介護の現場では、注射針やゴム手袋、オムツなどが、感染対策という視点からディスポーザブル化（使い捨て）が進んでいる中で、洗って別の人が使うリサイクルのタオルも感染源になりやすいという一面から使い捨てのタオルが求められている。